# Élections départementales de 2021 en Aveyron
Les élections départementales en Aveyron ont lieu les 20 et 27 juin 2021.

## Contexte départemental

### Assemblée départementale sortante
Avant les élections, le conseil départemental de l'Aveyron est présidé par Jean-François Galliard (UDI). Il comprend 46 conseillers généraux issus des 23 cantons de l'Aveyron.
| Président du Conseil départemental   |       |       |      |                           |
| Jean-François Galliard (UDI)         |       |       |      |                           |
| Parti                                | Sigle | Sigle | Élus | Groupes                   |
| Majorité (30 sièges)                 |       |       |      |                           |
| Divers droite                        |       | DVD   | 14   | L'Aveyron en marche       |
| Les Républicains                     |       | LR    | 9    | L'Aveyron en marche       |
| Union des démocrates et indépendants |       | UDI   | 5    | L'Aveyron en marche       |
| Mouvement radical                    |       | MR    | 2    | L'Aveyron en marche       |
| Opposition (16 sièges)               |       |       |      |                           |
| Divers gauche                        |       | DVG   | 6    | Socialiste et Républicain |
| Parti socialiste                     |       | PS    | 3    | Socialiste et Républicain |
| Parti communiste français            |       | PCF   | 1    | Socialiste et Républicain |
| La République en marche              |       | LREM  | 2    | Radical et Citoyen        |
| Divers gauche                        |       | DVG   | 2    | Radical et Citoyen        |
| Parti radical de gauche              |       | PRG   | 1    | Radical et Citoyen        |
| Mouvement radical                    |       | MR    | 1    | Radical et Citoyen        |

## Système électoral
Les élections ont lieu au scrutin majoritaire binominal à deux tours. Le système est paritaire : les candidatures sont présentées sous la forme d'un binôme composé d'une femme et d'un homme avec leurs suppléants (une femme et un homme également).
Pour être élu au premier tour, un binôme doit obtenir la majorité absolue des suffrages exprimés et un nombre de suffrages au moins égal à 25 % des électeurs inscrits. Si aucun binôme n'est élu au premier tour, seuls peuvent se présenter au second tour les binômes qui ont obtenu un nombre de suffrages au moins égal à 12,5 % des électeurs inscrits, sans possibilité pour les binômes de fusionner. Est élu au second tour le binôme qui obtient le plus grand nombre de voix.

## Résultats à l'échelle du département

### Résultats par nuances du ministère de l'Intérieur
Les nuances utilisées par le ministère de l'Intérieur ne tiennent pas compte des alliances locales.
| Binômes                  | Binômes                             | Binômes                  | Premier tour | Premier tour | Premier tour | Second tour | Second tour   | Second tour | Total | +/-           |  |
| Binômes                  | Binômes                             | Binômes                  | Voix         | %            | Sièges       | Voix        | %             | Sièges      | Total | +/-           |  |
| ------------------------ | ----------------------------------- | ------------------------ | ------------ | ------------ | ------------ | ----------- | ------------- | ----------- | ----- | ------------- |  |
|                          | Divers droite                       | DVD                      | 28 602       | 33,48        | 12           | 7 567       | 20,46         | 6           | 18    | 6             |  |
|                          | Divers gauche                       | DVG                      | 14 193       | 16,61        | 0            | 10 696      | 28,93         | 6           | 6     | 2             |  |
|                          | Union à droite                      | UD                       | 11 213       | 13,12        | 6            | 2 334       | 6,31          | 2           | 8     | 6             |  |
|                          | Union à gauche avec des écologistes | UGE                      | 11 129       | 13,03        | 2            | 2 410       | 6,52          | 2           | 4     | Nv.           |  |
|                          | Divers centre                       | DVC                      | 10 563       | 12,36        | 4            | 4 726       | 12,78         | 2           | 6     | Nv.           |  |
|                          | Parti communiste français           | COM                      | 2 864        | 3,35         | 0            | 2 050       | 5,54          | 0           | 0     | en stagnation |  |
|                          | Union à gauche                      | UG                       | 2 320        | 2,72         | 0            | 1 161       | 3,14          | 0           | 0     | 4             |  |
|                          | Union au centre et à droite         | UCD                      | 1 264        | 1,48         | 0            | 1 917       | 5,18          | 2           | 2     | Nv.           |  |
|                          | Divers                              | DIV                      | 1 157        | 1,35         | 0            | 2 889       | 7,81          | 2           | 2     | 2             |  |
|                          | Parti socialiste                    | SOC                      | 1 126        | 1,32         | 0            | 1 226       | 3,32          | 0           | 0     | 4             |  |
|                          | La France insoumise                 | FI                       | 567          | 0,66         | 0            |             |               |             | 0     | en stagnation |  |
|                          | Rassemblement national              | RN                       | 437          | 0,51         | 0            | 0           | en stagnation |             |       |               |  |
|                          |                                     |                          |              |              |              |             |               |             |       |               |  |
| Suffrages exprimés       | Suffrages exprimés                  | Suffrages exprimés       | 85 435       | 90,63        |              | 36 976      | 88,77         |             |       |               |  |
| Votes blancs             | Votes blancs                        | Votes blancs             | 5 368        | 5,62         | 3 007        | 7,22        |               |             |       |               |  |
| Votes nuls               | Votes nuls                          | Votes nuls               | 3 463        | 3,74         | 1 673        | 4,02        |               |             |       |               |  |
| Total                    | Total                               | Total                    | 94 266       | 100          | 24           | 41 656      | 100           | 22          | 46    | en stagnation |  |
| Abstentions              | Abstentions                         | Abstentions              | 123 525      | 56,72        |              | 63 649      | 60,44         |             |       |               |  |
| Inscrits / participation | Inscrits / participation            | Inscrits / participation | 217 791      | 43,28        | 105 305      | 39,56       |               |             |       |               |  |

### Élus par canton
| Canton                         | Conseiller Sortant      | Parti | Parti | Conseiller élu         | Parti | Parti |
| ------------------------------ | ----------------------- | ----- | ----- | ---------------------- | ----- | ----- |
| Aubrac et Carladez             | Vincent Alazard         |       | DVD   | Vincent Alazard        |       | DVD   |
| Aubrac et Carladez             | Annie Cazard            |       | DVD   | Annie Cazard           |       | DVD   |
| Aveyron et Tarn                | André At                |       | LR    | André At               |       | LR    |
| Aveyron et Tarn                | Brigitte Mazars         |       | LR    | Brigitte Mazars        |       | LR    |
| Causse-Comtal                  | Magali Bessaou          |       | LR    | Magali Bessaou         |       | LR    |
| Causse-Comtal                  | Jean-Luc Calmelly       |       | DVD   | Jean-Luc Calmelly      |       | DVD   |
| Causses-Rougiers               | Annie Bel               |       | DVD   | Monique Aliès          |       | DVD   |
| Causses-Rougiers               | Christophe Laborie      |       | MR    | Christophe Laborie     |       | MR    |
| Ceor-Ségala                    | Anne Blanc              |       | LREM  | Virginie Firmin        |       | DVD   |
| Ceor-Ségala                    | François Carrière       |       | DVG   | Jacques Barbezange     |       | UDI   |
| Enne et Alzou                  | Hélian Cabrolier        |       | DVG   | Hélian Cabrolier       |       | DVG   |
| Enne et Alzou                  | Graziella Pierini       |       | DVG   | Graziella Pierini      |       | DVG   |
| Lot et Dourdou                 | Michèle Buessinger      |       | DVD   | Michèle Buessinger     |       | DVD   |
| Lot et Dourdou                 | Christian Tieulié       |       | DVD   | Christian Tieulié      |       | DVD   |
| Lot et Montbazinois            | Bertrand Cavalerie      |       | PS    | Bertrand Cavalerie     |       | PS    |
| Lot et Montbazinois            | Cathy Mouly             |       | DVG   | Cathy Mouly            |       | DVG   |
| Lot et Palanges                | Jean-Claude Luche       |       | UDI   | Christian Naudan       |       | DVD   |
| Lot et Palanges                | Christine Presne        |       | UDI   | Christine Presne       |       | UDI   |
| Lot et Truyère                 | Jean-Claude Anglars     |       | LR    | Jean-Claude Anglars    |       | LR    |
| Lot et Truyère                 | Francine Lafon          |       | LR    | Francine Lafon         |       | LR    |
| Millau-1                       | Corinne Compan          |       | PCF   | Hélène Rivière         |       | DVD   |
| Millau-1                       | Jean-Dominique Gonzalès |       | DVG   | Claude Assier          |       | LR    |
| Millau-2                       | Sylvie Ayot             |       | UDI   | Karine Orcel           |       | DVD   |
| Millau-2                       | Jean-François Galliard  |       | UDI   | Jean-François Galliard |       | UDI   |
| Monts du Réquistanais          | Régis Cailhol           |       | DVG   | Michel Causse          |       | DVD   |
| Monts du Réquistanais          | Karine Escorbiac        |       | PS    | Nathalie Puel          |       | DVD   |
| Nord-Lévezou                   | Dominique Gombert       |       | DVD   | Dominique Gombert      |       | DVD   |
| Nord-Lévezou                   | Jean-Philippe Sadoul    |       | UDI   | Jean-Philippe Sadoul   |       | UDI   |
| Raspes et Lévezou              | Alain Marc              |       | MR    | Arnaud Viala           |       | LR    |
| Raspes et Lévezou              | Christel Sigaud-Laury   |       | DVD   | Nadine Fraysse         |       | DVD   |
| Rodez-1                        | Arnaud Combet           |       | DVG   | Arnaud Combet          |       | DVG   |
| Rodez-1                        | Sarah Vidal             |       | DVG   | Sarah Vidal            |       | DVG   |
| Rodez-2                        | Évelyne Frayssinet      |       | DVD   | Émilie Saules-Le Bars  |       | DVD   |
| Rodez-2                        | Serge Julien            |       | LR    | Serge Julien           |       | LR    |
| Rodez-Onet                     | Valérie Abadie-Roques   |       | DVD   | Valérie Abadie-Roques  |       | DVD   |
| Rodez-Onet                     | Jean-Philippe Abinal    |       | DVD   | Jean-Philippe Abinal   |       | DVD   |
| Saint-Affrique                 | Sébastien David         |       | LR    | Sébastien David        |       | LR    |
| Saint-Affrique                 | Émilie Gral             |       | LR    | Émilie Gral            |       | LR    |
| Tarn et Causses                | Camille Galibert        |       | LR    | Edmond Gros            |       | DVG   |
| Tarn et Causses                | Danièle Vergonnier      |       | DVD   | Kateline Durand        |       | DVG   |
| Vallon                         | Anne Gaben-Toutant      |       | PS    | Nathalie Dugast        |       | DIV   |
| Vallon                         | Stéphane Mazars         |       | LREM  | Sylvain Couffignal     |       | DIV   |
| Villefranche-de-Rouergue       | Stéphanie Bayol         |       | PRG   | Stéphanie Bayol        |       | PRG   |
| Villefranche-de-Rouergue       | Éric Cantournet         |       | MR    | Éric Cantournet        |       | MR    |
| Villeneuvois et Villefranchois | Jean-Pierre Masbou      |       | DVD   | Jean-Pierre Masbou     |       | DVD   |
| Villeneuvois et Villefranchois | Gisèle Rigal            |       | DVD   | Gisèle Rigal           |       | DVD   |

## Résultats par canton
Les binômes sont présentés par ordre décroissant des résultats au premier tour. En cas de victoire au second tour du binôme arrivé en deuxième place au premier, ses résultats sont indiqués en gras. 

### Canton d'Aubrac et Carladez
Conseillers sortants : Vincent Alazard (DVD), Annie Cazard (DVD)
| Candidats                | Partis                   | Partis                   | Nuance                   | Premier tour | Premier tour |
| Candidats                | Partis                   | Partis                   | Nuance                   | Voix         | %            |
| ------------------------ | ------------------------ | ------------------------ | ------------------------ | ------------ | ------------ |
| Vincent Alazard          |                          | DVD                      | DVD                      | 2 732        | 76,10        |
| Annie Cazard             |                          | DVD                      | DVD                      | 2 732        | 76,10        |
| Nicolas Puechmaille      |                          | LFI                      | UG                       | 858          | 23,90        |
| Sylvie Robert            |                          | LFI                      | UG                       | 858          | 23,90        |
|                          |                          |                          |                          |              |              |
| Suffrages exprimés       | Suffrages exprimés       | Suffrages exprimés       | Suffrages exprimés       | 3 590        | 90,36        |
| Votes blancs             | Votes blancs             | Votes blancs             | Votes blancs             | 233          | 5,86         |
| Votes nuls               | Votes nuls               | Votes nuls               | Votes nuls               | 150          | 3,78         |
| Total                    | Total                    | Total                    | Total                    | 3 973        | 100          |
| Abstention               | Abstention               | Abstention               | Abstention               | 4 485        | 53,03        |
| Inscrits / participation | Inscrits / participation | Inscrits / participation | Inscrits / participation | 8 458        | 46,97        |

### Canton d'Aveyron et Tarn
Conseillers sortants : André At (LR), Brigitte Mazars (LR)
| André At                 |                          | LR                       | UD                       | 2 841 | 71,26 |  |  |
| Brigitte Mazars          |                          | LR                       | UD                       | 2 841 | 71,26 |  |  |
| Guy Pezet                |                          | EÉLV                     | UGE                      | 1 146 | 28,74 |  |  |
| Micheline Ruellot        |                          | PS                       | UGE                      | 1 146 | 28,74 |  |  |
|                          |                          |                          |                          |       |       |  |  |
| Suffrages exprimés       | Suffrages exprimés       | Suffrages exprimés       | Suffrages exprimés       | 3 987 | 94,46 |  |  |
| Votes blancs             | Votes blancs             | Votes blancs             | Votes blancs             | 115   | 2,72  |  |  |
| Votes nuls               | Votes nuls               | Votes nuls               | Votes nuls               | 119   | 2,82  |  |  |
| Total                    | Total                    | Total                    | Total                    | 4 221 | 100   |  |  |
| Abstention               | Abstention               | Abstention               | Abstention               | 4 818 | 53,30 |  |  |
| Inscrits / participation | Inscrits / participation | Inscrits / participation | Inscrits / participation | 9 039 | 46,70 |  |  |

### Canton de Causse-Comtal
Conseillers sortants : Magali Bessaou (LR), Jean-Luc Calmelly (LR)
| Magali Bessaou           |                          | LR                       | DVD                      | 2 967 | 75,42 |  |  |
| Jean-Luc Calmelly        |                          | DVD                      | DVD                      | 2 967 | 75,42 |  |  |
| Caroline Fualdes         |                          | DVG                      | UGE                      | 967   | 24,58 |  |  |
| Thomas Dancy             |                          | DVG                      | UGE                      | 967   | 24,58 |  |  |
|                          |                          |                          |                          |       |       |  |  |
| Suffrages exprimés       | Suffrages exprimés       | Suffrages exprimés       | Suffrages exprimés       | 3 934 | 93,36 |  |  |
| Votes blancs             | Votes blancs             | Votes blancs             | Votes blancs             | 156   | 3,70  |  |  |
| Votes nuls               | Votes nuls               | Votes nuls               | Votes nuls               | 124   | 2,94  |  |  |
| Total                    | Total                    | Total                    | Total                    | 4 214 | 100   |  |  |
| Abstention               | Abstention               | Abstention               | Abstention               | 5 687 | 57,44 |  |  |
| Inscrits / participation | Inscrits / participation | Inscrits / participation | Inscrits / participation | 9 901 | 42,56 |  |  |

### Canton des Causses-Rougiers
Conseillers sortants : Annie Bel (DVD), Christophe Laborie (MRSL)
| Monique Alliès           |                          | DVD                      | DVC                      | 3 526  | 75,47 |  |  |
| Christophe Laborie       |                          | MR                       | DVC                      | 3 526  | 75,47 |  |  |
| Nicole Couffin           |                          | PCF                      | COM                      | 1 146  | 24,53 |  |  |
| Jean-Louis Desprez       |                          | PCF                      | COM                      | 1 146  | 24,53 |  |  |
|                          |                          |                          |                          |        |       |  |  |
| Suffrages exprimés       | Suffrages exprimés       | Suffrages exprimés       | Suffrages exprimés       | 4 672  | 89,47 |  |  |
| Votes blancs             | Votes blancs             | Votes blancs             | Votes blancs             | 322    | 6,17  |  |  |
| Votes nuls               | Votes nuls               | Votes nuls               | Votes nuls               | 228    | 4,37  |  |  |
| Total                    | Total                    | Total                    | Total                    | 5 222  | 100   |  |  |
| Abstention               | Abstention               | Abstention               | Abstention               | 5 092  | 49,37 |  |  |
| Inscrits / participation | Inscrits / participation | Inscrits / participation | Inscrits / participation | 10 314 | 50,63 |  |  |

### Canton de Ceor-Ségala
Conseillers sortants : Anne Blanc (LREM), François Carrière (DVC)
| Jacques Barbezange       |                          | UDI                      | DVD                      | 3 061  | 62,38 |  |  |
| Virginie Firmin          |                          | DVD                      | DVD                      | 3 061  | 62,38 |  |  |
| Thomas Jaafar            |                          | DVG                      | UGE                      | 1 846  | 37,62 |  |  |
| Nadine Vernhes           |                          | ÉCO                      | UGE                      | 1 846  | 37,62 |  |  |
|                          |                          |                          |                          |        |       |  |  |
| Suffrages exprimés       | Suffrages exprimés       | Suffrages exprimés       | Suffrages exprimés       | 4 907  | 93,01 |  |  |
| Votes blancs             | Votes blancs             | Votes blancs             | Votes blancs             | 196    | 3,71  |  |  |
| Votes nuls               | Votes nuls               | Votes nuls               | Votes nuls               | 173    | 3,28  |  |  |
| Total                    | Total                    | Total                    | Total                    | 5 276  | 100   |  |  |
| Abstention               | Abstention               | Abstention               | Abstention               | 6 262  | 54,27 |  |  |
| Inscrits / participation | Inscrits / participation | Inscrits / participation | Inscrits / participation | 11 538 | 45,73 |  |  |

### Canton d'Enne et Alzou
Conseillers sortants : Hélian Cabrolier (DVG), Graziella Pierini (DVG)
| Candidats                | Partis                   | Partis                   | Nuance                   | Premier tour | Premier tour | Deuxième tour | Deuxième tour |
| Candidats                | Partis                   | Partis                   | Nuance                   | Voix         | %            | Voix          | %             |
| ------------------------ | ------------------------ | ------------------------ | ------------------------ | ------------ | ------------ | ------------- | ------------- |
| Hélian Cabrolier         |                          | DVG                      | DVG                      | 2 567        | 69,42        | 3 053         | 100           |
| Graziella Pierini        |                          | DVG                      | DVG                      | 2 567        | 69,42        | 3 053         | 100           |
| Laurent Gineste          |                          | DVG                      | DVG                      | 1 131        | 30,58        | Retrait       | Retrait       |
| Angélique Thomas         |                          | DVG                      | DVG                      | 1 131        | 30,58        | Retrait       | Retrait       |
|                          |                          |                          |                          |              |              |               |               |
| Suffrages exprimés       | Suffrages exprimés       | Suffrages exprimés       | Suffrages exprimés       | 3 698        | 89,58        | 3 053         | 79,38         |
| Votes blancs             | Votes blancs             | Votes blancs             | Votes blancs             | 229          | 5,55         | 590           | 15,34         |
| Votes nuls               | Votes nuls               | Votes nuls               | Votes nuls               | 201          | 4,87         | 203           | 5,28          |
| Total                    | Total                    | Total                    | Total                    | 4 128        | 100          | 3 846         | 100           |
| Abstention               | Abstention               | Abstention               | Abstention               | 6 235        | 60,17        | 6 519         | 62,89         |
| Inscrits / participation | Inscrits / participation | Inscrits / participation | Inscrits / participation | 10 363       | 39,83        | 10 365        | 37,11         |

### Canton de Lot et Dourdou
Conseillers sortants : Michèle Buessinger (DVD), Christian Tieulie (DVD)
| Candidats                | Partis                   | Partis                   | Nuance                   | Premier tour | Premier tour | Second tour | Second tour |
| Candidats                | Partis                   | Partis                   | Nuance                   | Voix         | %            | Voix        | %           |
| ------------------------ | ------------------------ | ------------------------ | ------------------------ | ------------ | ------------ | ----------- | ----------- |
| Michèle Buessinger       |                          | DVD                      | DVD                      | 2 307        | 59,61        | 2 574       | 67,74       |
| Christian Tieulié        |                          | DVD                      | DVD                      | 2 307        | 59,61        | 2 574       | 67,74       |
| Yves Lascoumes           |                          | PS                       | SOC                      | 1 126        | 29,10        | 1 226       | 32,26       |
| Florence Bocquet         |                          | PS                       | SOC                      | 1 126        | 29,10        | 1 226       | 32,26       |
| Bruno Leleu              |                          | RN                       | RN                       | 437          | 11,29        |             |             |
| Isabelle Colin           |                          | RN                       | RN                       | 437          | 11,29        |             |             |
|                          |                          |                          |                          |              |              |             |             |
| Suffrages exprimés       | Suffrages exprimés       | Suffrages exprimés       | Suffrages exprimés       | 3 870        | 93,93        | 3 800       | 92,64       |
| Votes blancs             | Votes blancs             | Votes blancs             | Votes blancs             | 140          | 3,40         | 188         | 4,58        |
| Votes nuls               | Votes nuls               | Votes nuls               | Votes nuls               | 110          | 1,11         | 114         | 2,78        |
| Total                    | Total                    | Total                    | Total                    | 4 120        | 100          | 4 102       | 100         |
| Abstention               | Abstention               | Abstention               | Abstention               | 5 832        | 58,60        | 5 850       | 58,78       |
| Inscrits / participation | Inscrits / participation | Inscrits / participation | Inscrits / participation | 9 952        | 41,40        | 9 952       | 41,22       |

### Canton de Lot et Montbazinois
Conseillers sortants : Bertrand Cavalerie (PS), Cathy Mouly (DVG)
| Bertrand Cavalerie       |                          | PS                       | UGE                      | 2 827 | 100   |  |  |
| Cathy Mouly              |                          | DVG                      | UGE                      | 2 827 | 100   |  |  |
|                          |                          |                          |                          |       |       |  |  |
| Suffrages exprimés       | Suffrages exprimés       | Suffrages exprimés       | Suffrages exprimés       | 2 827 | 73,91 |  |  |
| Votes blancs             | Votes blancs             | Votes blancs             | Votes blancs             | 671   | 17,54 |  |  |
| Votes nuls               | Votes nuls               | Votes nuls               | Votes nuls               | 327   | 8,55  |  |  |
| Total                    | Total                    | Total                    | Total                    | 3 825 | 100   |  |  |
| Abstention               | Abstention               | Abstention               | Abstention               | 5 363 | 58,37 |  |  |
| Inscrits / participation | Inscrits / participation | Inscrits / participation | Inscrits / participation | 9 188 | 41,63 |  |  |

### Canton de Lot et Palanges
Conseillers sortants : Jean-Claude Luche (UDI), Christine Presne (UDI)
| Christian Naudan         |                          | DVD                      | DVD                      | 2 957 | 100   |  |  |
| Christine Presne         |                          | UDI                      | DVD                      | 2 957 | 100   |  |  |
|                          |                          |                          |                          |       |       |  |  |
| Suffrages exprimés       | Suffrages exprimés       | Suffrages exprimés       | Suffrages exprimés       | 2 957 | 80,18 |  |  |
| Votes blancs             | Votes blancs             | Votes blancs             | Votes blancs             | 521   | 14,13 |  |  |
| Votes nuls               | Votes nuls               | Votes nuls               | Votes nuls               | 210   | 5,69  |  |  |
| Total                    | Total                    | Total                    | Total                    | 3 688 | 100   |  |  |
| Abstention               | Abstention               | Abstention               | Abstention               | 4 658 | 55,81 |  |  |
| Inscrits / participation | Inscrits / participation | Inscrits / participation | Inscrits / participation | 8 346 | 44,19 |  |  |

### Canton de Lot et Truyère
Conseillers sortants : Francine Lafon (LR), Jean-Claude Anglars (LR)
| Candidats                | Partis                   | Partis                   | Nuance                   | Premier tour | Premier tour |
| Candidats                | Partis                   | Partis                   | Nuance                   | Voix         | %            |
| ------------------------ | ------------------------ | ------------------------ | ------------------------ | ------------ | ------------ |
| Jean-Claude Anglars      |                          | LR                       | UD                       | 2 237        | 54,95        |
| Francine Lafon           |                          | LR                       | UD                       | 2 237        | 54,95        |
| Nathalie Couseran        |                          | DVD                      | DVD                      | 1 290        | 31,69        |
| Eric Picard              |                          | DVD                      | DVD                      | 1 290        | 31,69        |
| Léo Garrel               |                          | LFI                      | UG                       | 544          | 13,36        |
| Magali Sirieys           |                          | LFI                      | UG                       | 544          | 13,36        |
|                          |                          |                          |                          |              |              |
| Suffrages exprimés       | Suffrages exprimés       | Suffrages exprimés       | Suffrages exprimés       | 4 071        | 96,36        |
| Votes blancs             | Votes blancs             | Votes blancs             | Votes blancs             | 91           | 2,15         |
| Votes nuls               | Votes nuls               | Votes nuls               | Votes nuls               | 63           | 1,49         |
| Total                    | Total                    | Total                    | Total                    | 4 225        | 100          |
| Abstention               | Abstention               | Abstention               | Abstention               | 4 139        | 49,49        |
| Inscrits / participation | Inscrits / participation | Inscrits / participation | Inscrits / participation | 8 364        | 50,51        |

### Canton de Millau-1
Conseillers sortants : Corinne Compan (PCF), Jean-Dominique Gonzalès (DVG)
| Candidats                | Partis                   | Partis                   | Nuance                   | Premier tour | Premier tour | Second tour | Second tour |
| Candidats                | Partis                   | Partis                   | Nuance                   | Voix         | %            | Voix        | %           |
| ------------------------ | ------------------------ | ------------------------ | ------------------------ | ------------ | ------------ | ----------- | ----------- |
| Claude Assier            |                          | LR                       | DVD                      | 1 762        | 41,22        | 2 450       | 54,44       |
| Hélène Rivière           |                          | DVD                      | DVD                      | 1 762        | 41,22        | 2 450       | 54,44       |
| Corinne Compan           |                          | PCF                      | COM                      | 1 314        | 30,74        | 2 050       | 45,56       |
| Michel Durand            |                          | PS                       | COM                      | 1 314        | 30,74        | 2 050       | 45,56       |
| Esther Chureau           |                          | DVG                      | DVG                      | 659          | 15,42        |             |             |
| Jean-Dominique Gonzalès  |                          | DVG                      | DVG                      | 659          | 15,42        |             |             |
| Jessica Costes           |                          | LREM                     | DVD                      | 540          | 12,63        |             |             |
| Thierry Solier           |                          | DVC                      | DVD                      | 540          | 12,63        |             |             |
|                          |                          |                          |                          |              |              |             |             |
| Suffrages exprimés       | Suffrages exprimés       | Suffrages exprimés       | Suffrages exprimés       | 4 275        | 92,17        | 4 500       | 92,27       |
| Votes blancs             | Votes blancs             | Votes blancs             | Votes blancs             | 190          | 4,10         | 187         | 3,83        |
| Votes nuls               | Votes nuls               | Votes nuls               | Votes nuls               | 173          | 3,73         | 190         | 3,90        |
| Total                    | Total                    | Total                    | Total                    | 4 638        | 100          | 4 877       | 100         |
| Abstention               | Abstention               | Abstention               | Abstention               | 7 610        | 62,13        | 7 368       | 60,17       |
| Inscrits / participation | Inscrits / participation | Inscrits / participation | Inscrits / participation | 12 248       | 37,87        | 12 245      | 39,83       |

### Canton de Millau-2
Conseillers sortants : Sylvie Ayot (UDI), Jean-François Galliard (UDI)
| Candidats                | Partis                   | Partis                   | Nuance                   | Premier tour | Premier tour | Second tour | Second tour |
| Candidats                | Partis                   | Partis                   | Nuance                   | Voix         | %            | Voix        | %           |
| ------------------------ | ------------------------ | ------------------------ | ------------------------ | ------------ | ------------ | ----------- | ----------- |
| Valentin Artal           |                          | PS                       | UGE                      | 1 274        | 35,58        | 1 760       | 47,87       |
| Solveig Letort           |                          | PS                       | UGE                      | 1 274        | 35,58        | 1 760       | 47,87       |
| Jean-François Galliard   |                          | UDI                      | UCD                      | 1 264        | 35,30        | 1 917       | 52,13       |
| Karine Orcel             |                          | DVD                      | UCD                      | 1 264        | 35,30        | 1 917       | 52,13       |
| Sylvie Ayot              |                          | UDI                      | DVD                      | 1 043        | 29,13        |             |             |
| Christophe Loubat        |                          | LR                       | DVD                      | 1 043        | 29,13        |             |             |
|                          |                          |                          |                          |              |              |             |             |
| Suffrages exprimés       | Suffrages exprimés       | Suffrages exprimés       | Suffrages exprimés       | 3 581        | 93,30        | 3 677       | 92,36       |
| Votes blancs             | Votes blancs             | Votes blancs             | Votes blancs             | 142          | 3,70         | 147         | 3,69        |
| Votes nuls               | Votes nuls               | Votes nuls               | Votes nuls               | 115          | 3,00         | 157         | 3,94        |
| Total                    | Total                    | Total                    | Total                    | 3 838        | 100          | 3 981       | 100         |
| Abstention               | Abstention               | Abstention               | Abstention               | 6 361        | 62,37        | 6 214       | 60,95       |
| Inscrits / participation | Inscrits / participation | Inscrits / participation | Inscrits / participation | 10 199       | 35,11        | 10 195      | 36,07       |

### Canton des Monts du Réquistanais
Conseillers sortants : Régis Cailhol (DVG), Karine Escorbiac (PS)
| Michel Causse            |                          | DVD                      | DVD                      | 2 667 | 61,45 |  |  |
| Nathalie Puel            |                          | DVD                      | DVD                      | 2 667 | 61,45 |  |  |
| Régis Cailhol            |                          | DVG                      | DVG                      | 1 673 | 38,55 |  |  |
| Véronique Paulhe         |                          | DVG                      | DVG                      | 1 673 | 38,55 |  |  |
|                          |                          |                          |                          |       |       |  |  |
| Suffrages exprimés       | Suffrages exprimés       | Suffrages exprimés       | Suffrages exprimés       | 4 340 | 91,99 |  |  |
| Votes blancs             | Votes blancs             | Votes blancs             | Votes blancs             | 235   | 4,98  |  |  |
| Votes nuls               | Votes nuls               | Votes nuls               | Votes nuls               | 143   | 3,03  |  |  |
| Total                    | Total                    | Total                    | Total                    | 4 718 | 100   |  |  |
| Abstention               | Abstention               | Abstention               | Abstention               | 4 228 | 47,26 |  |  |
| Inscrits / participation | Inscrits / participation | Inscrits / participation | Inscrits / participation | 8 946 | 52,74 |  |  |

### Canton du Nord-Lévezou
Conseillers sortants : Dominique Gombert (DVD), Jean-Philippe Sadoul (UDI)
| Dominique Gombert        |                          | DVD                      | DVC                      | 2 706  | 69,17 |  |  |
| Jean-Philippe Sadoul     |                          | UDI                      | DVC                      | 2 706  | 69,17 |  |  |
| Hadja Bouhassoune        |                          | DVG                      | UGE                      | 1 206  | 30,83 |  |  |
| Daniel Vegas             |                          | DVG                      | UGE                      | 1 206  | 30,83 |  |  |
|                          |                          |                          |                          |        |       |  |  |
| Suffrages exprimés       | Suffrages exprimés       | Suffrages exprimés       | Suffrages exprimés       | 3 912  | 90,58 |  |  |
| Votes blancs             | Votes blancs             | Votes blancs             | Votes blancs             | 225    | 5,21  |  |  |
| Votes nuls               | Votes nuls               | Votes nuls               | Votes nuls               | 182    | 4,21  |  |  |
| Total                    | Total                    | Total                    | Total                    | 4 319  | 100   |  |  |
| Abstention               | Abstention               | Abstention               | Abstention               | 6 147  | 58,73 |  |  |
| Inscrits / participation | Inscrits / participation | Inscrits / participation | Inscrits / participation | 10 466 | 41,27 |  |  |

### Canton de Raspes et Lévezou
Conseillers sortants : Alain Marc (LR), Christel Sigaud-Laury (DVD)
| Nadine Fraysse           |                          | DVD                      | UD                       | 3 499 | 100   |  |  |
| Arnaud Viala             |                          | LR                       | UD                       | 3 499 | 100   |  |  |
|                          |                          |                          |                          |       |       |  |  |
| Suffrages exprimés       | Suffrages exprimés       | Suffrages exprimés       | Suffrages exprimés       | 3 499 | 79,06 |  |  |
| Votes blancs             | Votes blancs             | Votes blancs             | Votes blancs             | 738   | 16,67 |  |  |
| Votes nuls               | Votes nuls               | Votes nuls               | Votes nuls               | 189   | 4,27  |  |  |
| Total                    | Total                    | Total                    | Total                    | 4 426 | 100   |  |  |
| Abstention               | Abstention               | Abstention               | Abstention               | 4 667 | 51,33 |  |  |
| Inscrits / participation | Inscrits / participation | Inscrits / participation | Inscrits / participation | 9 093 | 48,67 |  |  |

### Canton de Rodez-1
Conseillers sortants : Arnaud Combet (PS), Sarah Vidal (PS)
| Candidats                | Partis                   | Partis                   | Nuance                   | Premier tour | Premier tour | Second tour | Second tour |
| Candidats                | Partis                   | Partis                   | Nuance                   | Voix         | %            | Voix        | %           |
| ------------------------ | ------------------------ | ------------------------ | ------------------------ | ------------ | ------------ | ----------- | ----------- |
| Arnaud Combet            |                          | DVG                      | UG                       | 918          | 46,77        | 1 161       | 64,11       |
| Sarah Vidal              |                          | DVG                      | UG                       | 918          | 46,77        | 1 161       | 64,11       |
| Lisa Frayssinhes         |                          | ÉCO                      | UGE                      | 548          | 27,92        | 650         | 35,89       |
| Matthieu Lebrun          |                          | ÉCO                      | UGE                      | 548          | 27,92        | 650         | 35,89       |
| Nathalie Auguy-Perie     |                          | LR                       | DVD                      | 332          | 16,91        |             |             |
| Franck Cortese           |                          | LR                       | DVD                      | 332          | 16,91        |             |             |
| Danielle Bordere         |                          | Agir                     | DVD                      | 165          | 8,41         |             |             |
| Pierre Smirnoff          |                          | Agir                     | DVD                      | 165          | 8,41         |             |             |
|                          |                          |                          |                          |              |              |             |             |
| Suffrages exprimés       | Suffrages exprimés       | Suffrages exprimés       | Suffrages exprimés       | 1 963        | 91,77        | 1 811       | 87,19       |
| Votes blancs             | Votes blancs             | Votes blancs             | Votes blancs             | 84           | 3,93         | 133         | 6,40        |
| Votes nuls               | Votes nuls               | Votes nuls               | Votes nuls               | 92           | 4,30         | 133         | 6,40        |
| Total                    | Total                    | Total                    | Total                    | 2 139        | 100          | 2 077       | 100         |
| Abstention               | Abstention               | Abstention               | Abstention               | 4 577        | 68,15        | 4 642       | 69,09       |
| Inscrits / participation | Inscrits / participation | Inscrits / participation | Inscrits / participation | 6 716        | 31,85        | 6 719       | 30,91       |

### Canton de Rodez-2
Conseillers sortants : Evelyne Frayssinet (DVD), Serge Julien (LR)
| Candidats                | Partis                   | Partis                   | Nuance                   | Premier tour | Premier tour | Second tour | Second tour |
| Candidats                | Partis                   | Partis                   | Nuance                   | Voix         | %            | Voix        | %           |
| ------------------------ | ------------------------ | ------------------------ | ------------------------ | ------------ | ------------ | ----------- | ----------- |
| Serge Julien,            |                          | LR                       | DVD                      | 1 043        | 39,18        | 1 409       | 58,81       |
| Émilie Saules Le-Bars    |                          | DVD                      | DVD                      | 1 043        | 39,18        | 1 409       | 58,81       |
| Martine Bezombes         |                          | DVC                      | DVC                      | 698          | 26,22        | 987         | 41,19       |
| Christophe Lauras        |                          | DVC                      | DVC                      | 698          | 26,22        | 987         | 41,19       |
| Claudine Bonhomme        |                          | EÉLV                     | UGE                      | 527          | 19,80        |             |             |
| Guillaume Halb           |                          | LFI                      | UGE                      | 527          | 19,80        |             |             |
| Nadia Abbou              |                          | DVG                      | DVG                      | 394          | 14,80        |             |             |
| Jean-Michel Cosson       |                          | DVG                      | DVG                      | 394          | 14,80        |             |             |
|                          |                          |                          |                          |              |              |             |             |
| Suffrages exprimés       | Suffrages exprimés       | Suffrages exprimés       | Suffrages exprimés       | 2 662        | 91,79        | 2 396       | 85,60       |
| Votes blancs             | Votes blancs             | Votes blancs             | Votes blancs             | 143          | 4,93         | 260         | 9,29        |
| Votes nuls               | Votes nuls               | Votes nuls               | Votes nuls               | 95           | 3,28         | 143         | 5,11        |
| Total                    | Total                    | Total                    | Total                    | 2 900        | 100          | 2 799       | 100         |
| Abstention               | Abstention               | Abstention               | Abstention               | 5 413        | 65,11        | 5 517       | 66,34       |
| Inscrits / participation | Inscrits / participation | Inscrits / participation | Inscrits / participation | 8 313        | 34,89        | 8 316       | 33,66       |

### Canton de Rodez-Onet
Conseillers sortants : Valérie Abadie-Roques (DVD), Jean-Philippe Abinal (DVD)
| Candidats                | Partis                   | Partis                   | Nuance                   | Premier tour | Premier tour | Second tour | Second tour |
| Candidats                | Partis                   | Partis                   | Nuance                   | Voix         | %            | Voix        | %           |
| ------------------------ | ------------------------ | ------------------------ | ------------------------ | ------------ | ------------ | ----------- | ----------- |
| Valérie Abadie-Roques    |                          | DVD                      | DVC                      | 1 579        | 50,16        | 1 917       | 58,13       |
| Jean-Philippe Abinal     |                          | DVD                      | DVC                      | 1 579        | 50,16        | 1 917       | 58,13       |
| Isabelle Courtial        |                          | DVG                      | DVG                      | 1 100        | 34,94        | 1 381       | 41,87       |
| Jean-Louis Roussel       |                          | LFI                      | DVG                      | 1 100        | 34,94        | 1 381       | 41,87       |
| Mathieu Ginestet         |                          | DVC                      | UD                       | 469          | 14,9         |             |             |
| Maëva Huet               |                          | LREM                     | UD                       | 469          | 14,9         |             |             |
|                          |                          |                          |                          |              |              |             |             |
| Suffrages exprimés       | Suffrages exprimés       | Suffrages exprimés       | Suffrages exprimés       | 3 148        | 92,70        | 3 298       | 94,07       |
| Votes blancs             | Votes blancs             | Votes blancs             | Votes blancs             | 129          | 3,80         | 106         | 3,02        |
| Votes nuls               | Votes nuls               | Votes nuls               | Votes nuls               | 119          | 3,50         | 102         | 2,91        |
| Total                    | Total                    | Total                    | Total                    | 3 396        | 100          | 3 506       | 100         |
| Abstention               | Abstention               | Abstention               | Abstention               | 6 068        | 64,12        | 5 962       | 62,97       |
| Inscrits / participation | Inscrits / participation | Inscrits / participation | Inscrits / participation | 9 464        | 35,88        | 9 468       | 37,03       |

### Canton de Saint-Affrique
Conseillers sortants : Sébastien David (LR), Émilie Gral (LR)
| Candidats                | Partis                   | Partis                   | Nuance                   | Premier tour | Premier tour | Second tour | Second tour |
| Candidats                | Partis                   | Partis                   | Nuance                   | Voix         | %            | Voix        | %           |
| ------------------------ | ------------------------ | ------------------------ | ------------------------ | ------------ | ------------ | ----------- | ----------- |
| Sébastien David          |                          | LR                       | UD                       | 2 167        | 54,27        | 2 334       | 55,74       |
| Émilie Gral              |                          | LR                       | UD                       | 2 167        | 54,27        | 2 334       | 55,74       |
| Anne Ambrozelli          |                          | PS                       | DVG                      | 1 422        | 35,61        | 1 853       | 44,26       |
| Clément Carles           |                          | PS                       | DVG                      | 1 422        | 35,61        | 1 853       | 44,26       |
| Danièle Charon           |                          | PCF                      | COM                      | 404          | 10,12        |             |             |
| Loïc Hervas              |                          | PCF                      | COM                      | 404          | 10,12        |             |             |
|                          |                          |                          |                          |              |              |             |             |
| Suffrages exprimés       | Suffrages exprimés       | Suffrages exprimés       | Suffrages exprimés       | 3 993        | 92,45        | 4 187       | 93,94       |
| Votes blancs             | Votes blancs             | Votes blancs             | Votes blancs             | 192          | 4,45         | 125         | 2,80        |
| Votes nuls               | Votes nuls               | Votes nuls               | Votes nuls               | 134          | 3,10         | 145         | 3,25        |
| Total                    | Total                    | Total                    | Total                    | 4 319        | 100          | 4 457       | 100         |
| Abstention               | Abstention               | Abstention               | Abstention               | 5 088        | 54,09        | 4 949       | 52,62       |
| Inscrits / participation | Inscrits / participation | Inscrits / participation | Inscrits / participation | 9 407        | 45,91        | 9 406       | 47,38       |

### Canton de Tarn et Causses
Conseillers sortants : Camille Galibert (LR), Danièle Vergonier (DVD)
| Candidats                | Partis                   | Partis                   | Nuance                   | Premier tour | Premier tour | Second tour | Second tour |
| Candidats                | Partis                   | Partis                   | Nuance                   | Voix         | %            | Voix        | %           |
| ------------------------ | ------------------------ | ------------------------ | ------------------------ | ------------ | ------------ | ----------- | ----------- |
| Kateline Durand          |                          | DVG                      | DVG                      | 1 792        | 43,72        | 2 311       | 55,92       |
| Edmond Gros              |                          | DVG                      | DVG                      | 1 792        | 43,72        | 2 311       | 55,92       |
| Mathieu Constans         |                          | DVD                      | DVC                      | 1 244        | 30,35        | 1 822       | 44,08       |
| Danièle Vergonnier       |                          | DVD                      | DVC                      | 1 244        | 30,35        | 1 822       | 44,08       |
| Jean-François Boyer      |                          | LR                       | DVD                      | 1 063        | 25,93        |             |             |
| Virginie Capitaine       |                          | LR                       | DVD                      | 1 063        | 25,93        |             |             |
|                          |                          |                          |                          |              |              |             |             |
| Suffrages exprimés       | Suffrages exprimés       | Suffrages exprimés       | Suffrages exprimés       | 4 099        | 91,86        | 4 133       | 91,99       |
| Votes blancs             | Votes blancs             | Votes blancs             | Votes blancs             | 231          | 5,18         | 221         | 4,92        |
| Votes nuls               | Votes nuls               | Votes nuls               | Votes nuls               | 132          | 2,96         | 139         | 3,09        |
| Total                    | Total                    | Total                    | Total                    | 4 462        | 100          | 4 493       | 100         |
| Abstention               | Abstention               | Abstention               | Abstention               | 4 334        | 49,27        | 4 303       | 48,92       |
| Inscrits / participation | Inscrits / participation | Inscrits / participation | Inscrits / participation | 8 796        | 50,73        | 8 796       | 51,08       |

### Canton du Vallon
Conseillers sortants : Anne Gaben-Toutant (PS), Stéphane Mazars (LREM)
| Candidats                | Partis                   | Partis                   | Nuance                   | Premier tour | Premier tour | Second tour | Second tour |
| Candidats                | Partis                   | Partis                   | Nuance                   | Voix         | %            | Voix        | %           |
| ------------------------ | ------------------------ | ------------------------ | ------------------------ | ------------ | ------------ | ----------- | ----------- |
| Sylvain Couffignal       |                          | DIV                      | DIV                      | 1 157        | 26,30        | 2 889       | 100,00      |
| Nathalie Dugast          |                          | DIV                      | DIV                      | 1 157        | 26,30        | 2 889       | 100,00      |
| Corinne Panissié         |                          | DVD                      | DVD                      | 858          | 19,50        | Retrait     | Retrait     |
| Jean-Philippe Périé      |                          | DVD                      | DVD                      | 858          | 19,50        | Retrait     | Retrait     |
| Eliane Catusse           |                          | LR                       | DVC                      | 810          | 18,41        |             |             |
| Bernard Cayzac           |                          | LR                       | DVC                      | 810          | 18,41        |             |             |
| Bernard Gauvain          |                          | LFI                      | UGE                      | 788          | 17,91        |             |             |
| Marie Séguret            |                          | ÉCO                      | UGE                      | 788          | 17,91        |             |             |
| Jérôme Franques          |                          | DVG                      | DVG                      | 787          | 17,89        |             |             |
| Catherine Guillet-Nègre  |                          | DVG                      | DVG                      | 787          | 17,89        |             |             |
|                          |                          |                          |                          |              |              |             |             |
| Suffrages exprimés       | Suffrages exprimés       | Suffrages exprimés       | Suffrages exprimés       | 4 400        | 93,98        | 2 889       | 71,99       |
| Votes blancs             | Votes blancs             | Votes blancs             | Votes blancs             | 154          | 3,29         | 900         | 22,43       |
| Votes nuls               | Votes nuls               | Votes nuls               | Votes nuls               | 128          | 2,73         | 224         | 5,58        |
| Total                    | Total                    | Total                    | Total                    | 4 682        | 100          | 4 013       | 100         |
| Abstention               | Abstention               | Abstention               | Abstention               | 5 453        | 53,80        | 6 123       | 60,41       |
| Inscrits / participation | Inscrits / participation | Inscrits / participation | Inscrits / participation | 10 135       | 46,20        | 10 136      | 39,59       |

### Canton de Villefranche-de-Rouergue
Conseillers sortants : Stéphanie Bayol (RAD), Eric Cantournet (MRSL)
| Candidats                | Partis                   | Partis                   | Nuance                   | Premier tour | Premier tour | Second tour | Second tour |
| Candidats                | Partis                   | Partis                   | Nuance                   | Voix         | %            | Voix        | %           |
| ------------------------ | ------------------------ | ------------------------ | ------------------------ | ------------ | ------------ | ----------- | ----------- |
| Eric Cantournet          |                          | MR                       | DVG                      | 1 718        | 52,80        | 2 098       | 64,91       |
| Stéphanie Bayol          |                          | RAD                      | DVG                      | 1 718        | 52,80        | 2 098       | 64,91       |
| Christophe Pourcel       |                          | DVD                      | DVD                      | 969          | 29,78        | 1 134       | 35,09       |
| Véronique Roux           |                          | DVD                      | DVD                      | 969          | 29,78        | 1 134       | 35,09       |
| Romain Hoareau           |                          | LFI                      | FI                       | 567          | 17,42        |             |             |
| Chistine Valentin        |                          | LFI                      | FI                       | 567          | 17,42        |             |             |
|                          |                          |                          |                          |              |              |             |             |
| Suffrages exprimés       | Suffrages exprimés       | Suffrages exprimés       | Suffrages exprimés       | 3 254        | 94,16        | 3 232       | 92,21       |
| Votes blancs             | Votes blancs             | Votes blancs             | Votes blancs             | 101          | 2,92         | 150         | 4,28        |
| Votes nuls               | Votes nuls               | Votes nuls               | Votes nuls               | 101          | 2,92         | 123         | 3,51        |
| Total                    | Total                    | Total                    | Total                    | 3 456        | 100          | 3 505       | 100         |
| Abstention               | Abstention               | Abstention               | Abstention               | 6 252        | 64,40        | 6 202       | 63,89       |
| Inscrits / participation | Inscrits / participation | Inscrits / participation | Inscrits / participation | 9 708        | 35,60        | 9 707       | 36,11       |

### Canton de Villeneuvois et Villefranchois
Conseillers sortants : Jean-Pierre Masbou (DVD) Gisèle Rigal (DVD)
| Jean-Pierre Masbou       |                          | DVD                      | DVD                      | 2 846 | 74,97 |  |  |
| Gisèle Rigal             |                          | DVD                      | DVD                      | 2 846 | 74,97 |  |  |
| Dorothée Pic             |                          | EÉLV                     | DVG                      | 950   | 25,03 |  |  |
| Bernard Roques           |                          | LFI                      | DVG                      | 950   | 25,03 |  |  |
|                          |                          |                          |                          |       |       |  |  |
| Suffrages exprimés       | Suffrages exprimés       | Suffrages exprimés       | Suffrages exprimés       | 3 796 | 93,02 |  |  |
| Votes blancs             | Votes blancs             | Votes blancs             | Votes blancs             | 130   | 3,19  |  |  |
| Votes nuls               | Votes nuls               | Votes nuls               | Votes nuls               | 155   | 3,80  |  |  |
| Total                    | Total                    | Total                    | Total                    | 4 081 | 100   |  |  |
| Abstention               | Abstention               | Abstention               | Abstention               | 4 756 | 53,82 |  |  |
| Inscrits / participation | Inscrits / participation | Inscrits / participation | Inscrits / participation | 8 837 | 42,96 |  |  |